# Bambuina bambui
Bambuina bambui is een rechtvleugelig insect uit de familie krekels (Gryllidae), onderfamilie Luzarinae.
Het dier behoort tot het geslacht Bambuina. De wetenschappelijke naam van de soort werd voor het eerst geldig gepubliceerd in 2013 door De Mello, Horta en Bolfarini.

## Voorkomen
De soort komt voor in Brazilië.